# Eparchia di Aqtöbe

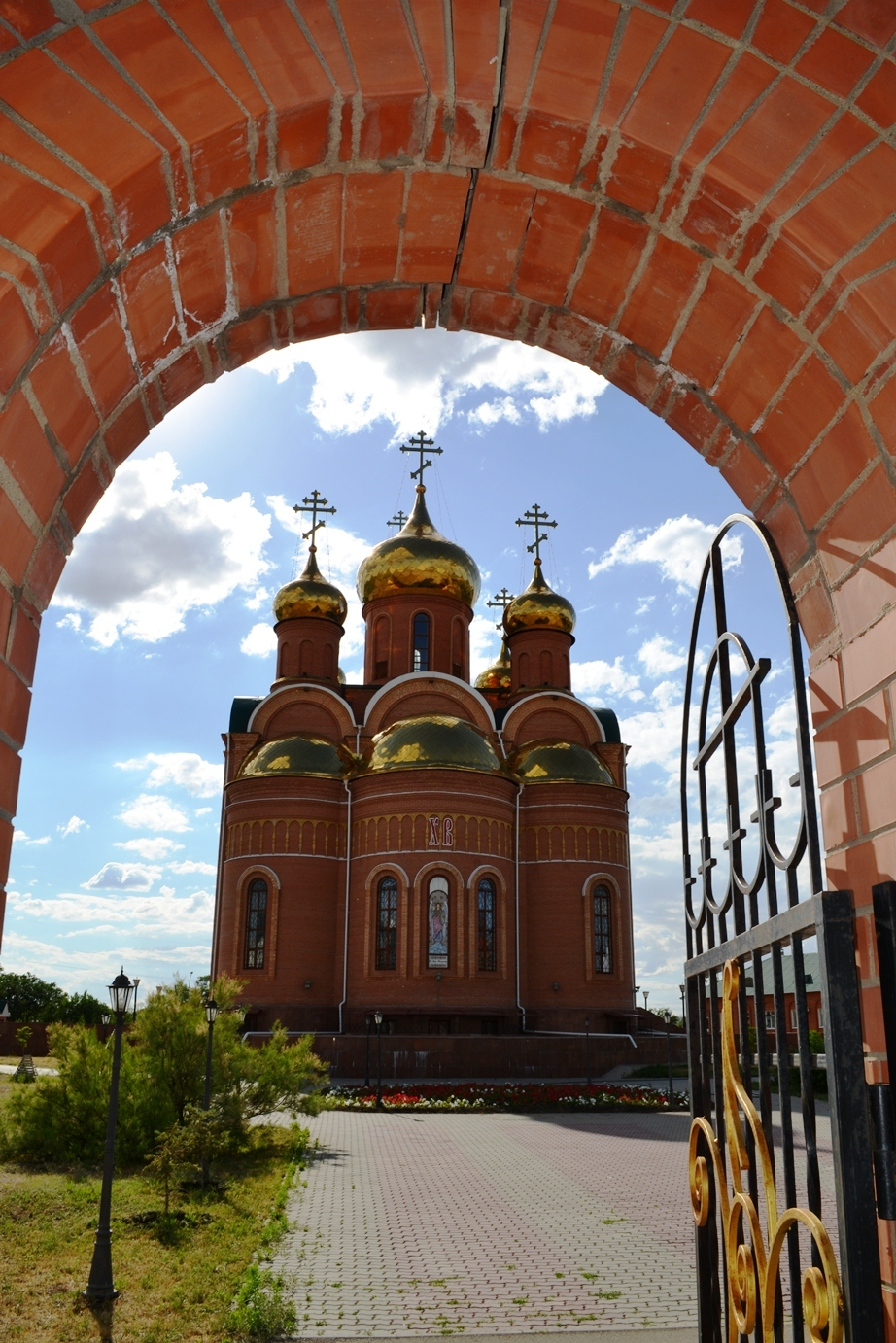
Cattedrale di San Nicola.

L'eparchia di Aqtöbe (in russo: Актюбинская епархия) è una delle dieci eparchie ortodosse russe in Kazakistan, che costituiscono il "Distretto metropolitano della Chiesa ortodossa russa nella Repubblica del Kazakistan" (in russo Митрополичий округ Русской Православной Церкви в Республике Казахстан?).

## Territorio
L'eparchia comprende le regioni di Aqtöbe e Qyzylorda e la città di Baıqońyr nella parte centro-occidentale del Kazakistan.
Sede eparchiale è la città di Aqtöbe, dove si trova la cattedrale di San Nicola.
Gli eparchi portano il titolo di "vescovi di Aqtöbe e Qyzylorda".

## Storia
L'eparchia è stata eretta dal Santo Sinodo della Chiesa ortodossa russa il 24 marzo 2022, ricavandone il territorio dalle eparchie di Oral e di Şımkent.